# Канто до Рио (футбольный клуб)
«Футбольный клуб Канто до Рио» (порт.-браз. Canto do Rio Foot-Ball Club) или просто «Канто до Рио» — бразильский футбольный клуб из города Нитерой, штат Рио-де-Жанейро.

## История
Клуб «Канто до Рио» был основан 14 ноября 1913 года четырьмя мальчиками в возрасте от 9 до 13 лет: Уго Марис де Фигейредо, Сайро Домингес, Ари Гурджао и Адаил Фигейредо из района Прайа да Икарай Нитероя. Первоначально клуб выступал в детских соревнованиях, но с 1918 года стал играть и во взрослых турнирах. «Канто до Рио» стал одним из пяти команд-основательниц Ассоциации спортивных атлетов Флуминенсе, позже переименованную в Федерацию спорта Флуминенсе. В 1933 году у клуба состоялся первый крупный успех, победа на чемпионате Нитероя, более того, клуб выиграл этот турнир ещё на следующий год. 
С 1941 года «Канто до Рио» участвовал в Лише Кариоке. Но в 1960 году был образован новый штат — Гуанабара со столицей в Нитерое. Клуб ещё 4 года участвовал в первенстве другого штата, но был исключён декретом Национального совета по спорту. После этого клуб принял решение отказаться от профессионального статуса, что продолжалось вплоть до 1987 года. Из-за недостатка финансов, в 2000 году «Канто до Рио» вновь стал любительским. В 2018 году клуб в очередной раз приобрёл профессиональный статус